# Chloroclystis fragilis
Chloroclystis fragilis är en fjärilsart som beskrevs av W. Warren 1899. Chloroclystis fragilis ingår i släktet Chloroclystis och familjen mätare. Inga underarter finns listade i Catalogue of Life.